# Новорічний подарунок
«Новорі́чний подару́нок» (фр. Étrennes) — новела французького письменника Гі де Мопассана, видана у 1887 році. Твір розповідає при жінку, що зімітувала розлучення з чоловіком, аби упевнитись, що коханець підтримуватиме її за будь-яких обставин.

## Історія
Гі де Мопассан вперше опублікував цей твір в газеті «Gil Blas» 7 січня 1887 року. Пізніше вона увійшла до збірки «Носій». В українському перекладі новела побачила світ у видавництві «Дніпро» двічі: у восьмитомному зібранні творів Гі де Мопассана (1969—1972) і двотомному виданні вибраних творів письменника (1990) (обидва рази у перекладі Костянтина Тищенка).

## Сюжет
Щойно Жак де Рандаль в переддень Нового року зібрався написати листа коханці, як вона з'явилась на його порозі. Налякана жінка сповістила коханцеві, що чоловік побив її і вона пішла від деспота назавжди. Жак намагається переконати Ірену не чинити нерозважливо і повернутися до чоловіка. Він обіцяє, що через два роки після офіційного розлучення одружиться з нею. Та коханка невблаганна. Зрозумівши, що може втратити її, Жак пропонує жінці залишитись в нього. Раптом Ірена зізнається, що чоловік не був з нею брутальним, а цю історію вона вигадала, аби переконатися, що коханець любить її по-справжньому і ладен піти на жертви задля її добробуту: «Мені просто… кортіло дістати подарунок твого серця… крім іншого подарунка — сьогоднішнього кольє».